# Edward Appleton
Edward Victor Appleton (Bradford, Ujedinjeno kraljevstvo, 6. rujna 1892. – Edinburgh, 21. travnja 1965.) je bio engleski fizičar, koji je bio najpoznatiji po tome što je dokazao postojanje ionosfere. Dobitnik je Nobelove nagrade za fiziku 1947.

## Životopis
Edward Appleton se školovao u Cambridgeu. Sudjelovao je na ratištu za vrijeme Prvog svjetskog rata. Nakon rata radi kao profesor na Sveučilištu Cambridge. Za vrijeme Drugog svjetskog rata sudjelovao je u razvoju radara.

### Znanstveni rad
Pri kraju 19. stoljeća radijske su se veze održavale na dugim valovima, koje su proizvodili odašiljaći s iskrištem. Znajući da se radi o elektromagnetskim valovima, stručnjaci su smatrali da se ovi šire isključivo pravocrtno. Domet radijskih veza u ono vrijeme bio je 40-ak kilometara, što se uglavnom podudaralo s tim teoretskim predviđanjima. Guglielmo Marconi je 1901. uspio preko Atlantika, iz Engleske u Ameriku, bežično prenijeti telegrafski znak slova "S" na udaljenosti od 3 400 km, iako nije mogao objasniti kako su radio valovi svladali zaobljenost Zemlje. Postalo je jasno da za to treba potražiti i teoretsko tumačenje. Ponudio ga je već 1902. američki elektroinženjer Arthur Kennely, koji je pretpostavio da se u Zemljinoj atmosferi na visini od oko 100 km nalazi sloj ioniziranih plinova, koji poput zrcala odbija radio valove nazad prema površini Zemlje. Taj je ionizirani dio Zemljine atmosfere nazvan ionosferom.
Neovisno od Kennellyja, svega dva mjeseca poslije, jednako je teoretsko tumačenje objavio je i engleski fizičar i matematičar Oliver Heaviside. Po njima je taj atmosferski sloj i nazvan Kennelly-Heavisideovim slojem. Danas taj sloj nazivamo ionosferskim E-slojem.
U tumačenju rasprostiranja (propagacije) radio valova najviše je ipak doprinio Edward Appleton, dobitnik Nobelove nagrade za fiziku 1947. On je 1924. počeo usmjerenim antenama sustavno mjeriti jakost pristiglih radio valova iz raznih smjerova ionosfere, te je tako dokazao točnost Kennellyjeve i Heavisideove teorije. Za to mu je poslužila BBC-ova radijska postaja Bournemouth, a mjerenja je izvodio u Cambridgeu i Oxfordu, pa čak i u Norveškoj. Ubrzo je ustanovio da je, osim Kennelly-Heavisideova sloja, koji je na visini od oko 100 km, iznad njega na visini od oko 250 km postoji još jedan sloj koji odbija kratke valove nazad prema Zemljinoj površini. To je tzv. Appletonov sloj, koji danas nazivamo ionosferskim F-slojem. Appleton se služio zapravo radarskim postupcima (iako radar tada još nije postojao), šaljući radio valove u impulsima i ritmički mijenjajući njihovu frekvenciju. Odbijene signale je u sljedećim godinama promatrao i na osciloskopu. Tako je usput ubrzao konstrukciju radara u Drugom svjetskom ratu.

### Ionosfera
Appleton je ubrzo ustanovio da je ionosfera složen i promjenjiv sustav, i da je njezino ponašanje vrlo teško svesti na neka jednostavna pravila. Kada je 29. lipnja 1927. bila potpuna pomrčina Sunca, primijetio je da je F-sloj naglo oslabio. Mogao je zaključiti da Sunčeva zračenja ioniziraju sloj i da odbijanje radio valova uzrokuju slobodni elektroni. Proučavajući polarnu svjetlost dokazao je da Zemljino magnetsko polje također utječe na odbijajuća svojstva ionosfere. Prvi je objasnio pojavu koja je nazvana fedingom (engl. fading, slabljenje, izbljeđivanje), pojavu da kratkovalni signal na mjestu prijama stalno mijenja svoju jakost. Radi se o tome da on stiže dvama putovima, pa se signali povremeno zbrajaju, a povremeno međusobno oslabljuju. Appleton je inače bio nećak Charlesa Wheatstonea, konstruktora mjernoga mosta za mjerenje otpora, nazvanoga Wheatstoneovim mostom.
Zahvaljujući uglavnom Appletonu, danas imamo prilično jasnu sliku ionosfere i njena ponašanja. Ionosfera se sastoji od nekoliko ioniziranih, tj. električno nabijenih slojeva u gornjim dijelovima Zemljine atmosfere. Donja joj je granica na visini od 50 km, a gornja i do 500 km, gdje se već miješa s magnetosferom i Van Allenovim pojasevima zračenja, vrlo jakoga ionizirajućeg zračenja. Stupanj ionizacije i visina ioniziranih slojeva mijenjaju se ovisno o dobu dana ili noći, te o godišnjim dobima. Na njih utječu ultraljubičasta i druga zračenja sa Sunca, kao i broj Sunčevih pjega. Što je veći broj pjega, to su i uvjeti širenja radiovalova povoljniji. Maksimum pjega redovno se javlja svakih 11 godina, iako se danas još ne zna zašto. To je tzv. jedanaestgodišnji Sunčev ciklus.

#### D sloj
D sloj je najniži, nalazi se na visini između 50 km i 90 km. Nastaje odmah po izlasku Sunca i nestaje po njegovu zalasku. Po danu upija frekvencije niže od 7 MHz, pa tako srednjovalne postaje po danu primamo isključivo posredstvom površinskih valova. Zato po danu amatersko 160-metarsko i 80-metarsko područje možemo rabiti samo za bliske veze. Po noći D sloj nestaje, pa se srednji valovi mogu odbijati od E sloja koji je na visini od oko 100 km.

#### E sloj
E sloj se nalazi odmah iznad D sloja, na visini 90 km do 150 km. Može odbijati frekvencije samo niže od 5 MHz. Zato navečer čujemo mnoge srednjovalne postaje, koje po danu nismo mogli čuti. Poslije zalaza Sunca E sloj se polako gubi, a pred jutro potpuno nestaje. Povremeno se u E sloju javljaju jaki i kratkotrajni oblaci elektrona koji omogućuju iznenadne daleke veze na metarskim valovima, koje se dugo nisu mogle objasniti. Takav iznenadni podsloj naziva se sporadičnim E slojem ili Es slojem (prema engl. sporadic, povremen) i najčešće se javlja ljeti, ujutro ili navečer.

#### F slojevi
F slojevi se nalaze iznad E sloja, na visinama iznad 200 km. To su dva sloja: F1 sloj na visini iznad oko 200 km, i F2 sloj na visini iznad oko 300 km. F1 sloj je najaktivniji po danu. Oba sloja omogućuju kratkovalne veze na velikim udaljenostima, praktično oko cijele Zemaljske kugle. Viši, F2 sloj, djeluje snažnije od F1 sloja i najvažniji je sloj za radioamatere. On može odbijati frekvencije i do 50 MHz za vrijeme maksimuma Sunčevih pjega. Po noći se ta dva sloja ujedinjuju u jedinstveni F sloj, koji je najzaslužniji za radioamaterske DX-veze, na udaljenostima većim od 3 000 km. U pravilu, ionosfera ne odbija ultrakratke valove frekvencija viših od 30 MHz, i oni odlaze u svemir. Zato se veze sa svemirskim letjelicama održavaju na vrlo visokim frekvencijama.